# Amphimas tessmannii
Amphimas tessmannii är en ärtväxtart som beskrevs av Hermann August Theodor Harms. Amphimas tessmannii ingår i släktet Amphimas och familjen ärtväxter. Inga underarter finns listade i Catalogue of Life.